# Kémcső

Különböző típusú kémcsövek: standard alakú (A), centrifugacső (B) és beosztásos forma (C)

Kémcső kémcsőtartó csipeszben

A kémcső a laboratóriumi üvegedények közé tartozik. Egy ujj-szerű U alakú üvegcsőből áll, melynek alja lekerekített módon záródik, teteje pedig nyitott. Gyakran a tetején az üveg kiöblösödik. Ez megkönnyíti a folyadékok kiöntését a kémcsőből.

## Felépítés és használat

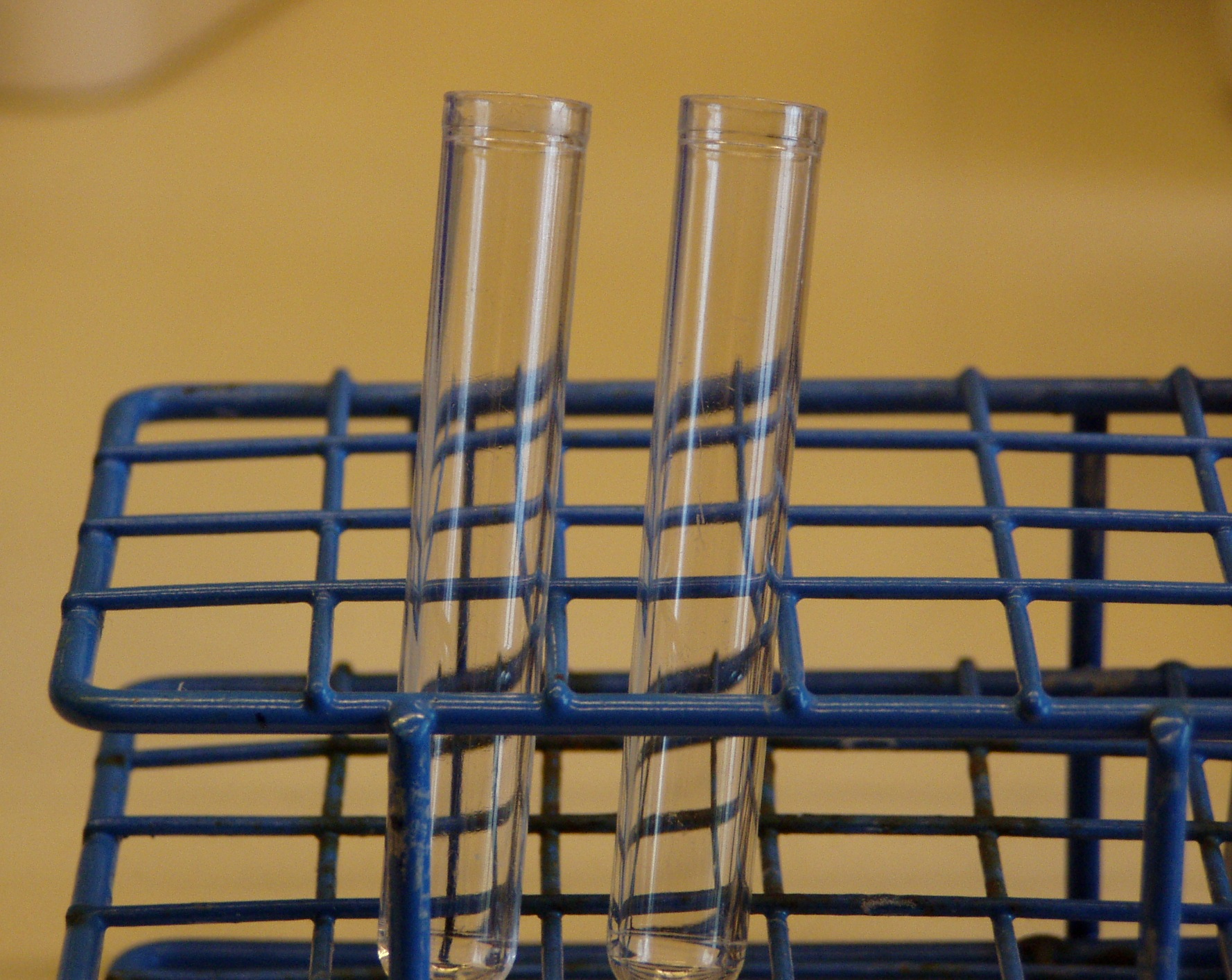
Két mikrokémcső kémcsőállványban

A kémcsövek különböző méretben fordulnak elő és így különböző a felhasználásuk is. Legjellemzőbben a vegyészek használják, anyagminták vizsgálatára, leggyakrabban folyadékok és szilárd anyagok kémiai reakcióit hajtják bennük végre. A vastagfalú, hőálló üvegből (Pyrex) készült kémcsöveket Bunsen-égő lángjával melegíteni is lehet. Azonban vannak vékony üvegből készült kémcsövek is, melyek a gyors hőközlést nem bírják ki. Egyes kémcsövek műanyagból készülnek, melyeket fröccsöntéssel állítanak elő. A műanyag kémcsöveket elsősorban biológiai, illetve biokémiai minták tárolására használják, ezek általában lepattintható zárófedéllel rendelkeznek. Ilyenek a PCR kémcsövek (PCR = polymerase chain reaction = polimeráz-láncreakció) is.

## Változatok
- mikrokémcső vagy Wasserman kémcső – üvegből készült kis méretű kémcső, amelyet kis anyagmennyiségek gyors vizsgálatánál használnak.
- NMR cső – alakját tekintve különbözik a normál kémcsövektől, mivel nagyon vékony és hosszú, NMR minták tárolására szolgál.

## Fordítás
- Ez a szócikk részben vagy egészben  a   Test tube című angol Wikipédia-szócikk ezen változatának fordításán alapul.  Az eredeti cikk szerkesztőit annak laptörténete sorolja fel. Ez a jelzés csupán a megfogalmazás eredetét és a szerzői jogokat jelzi, nem szolgál a cikkben szereplő információk forrásmegjelöléseként.